# Oberes Brunnenmeisterhaus

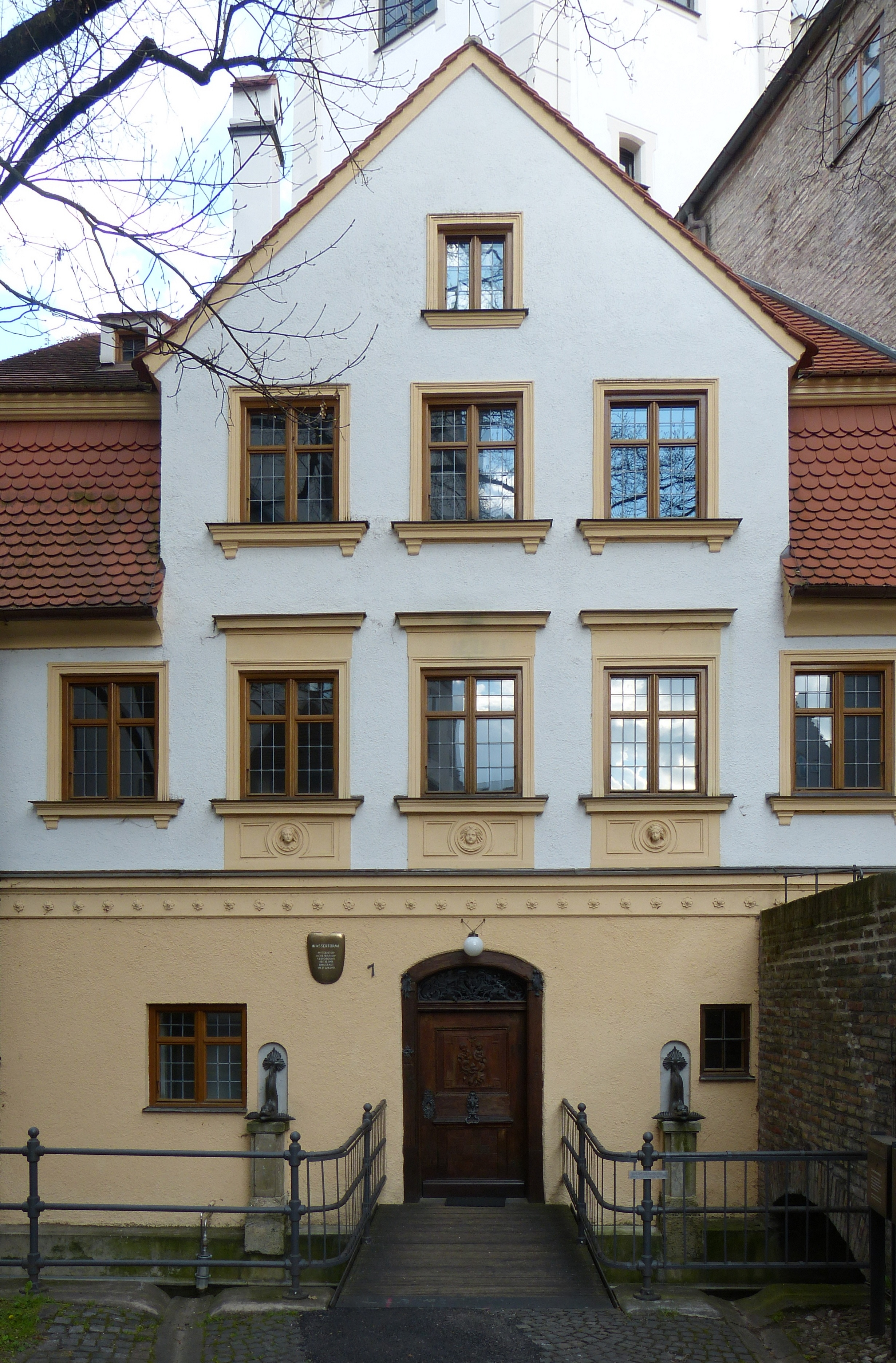
Das obere Brunnenmeisterhaus (2014)

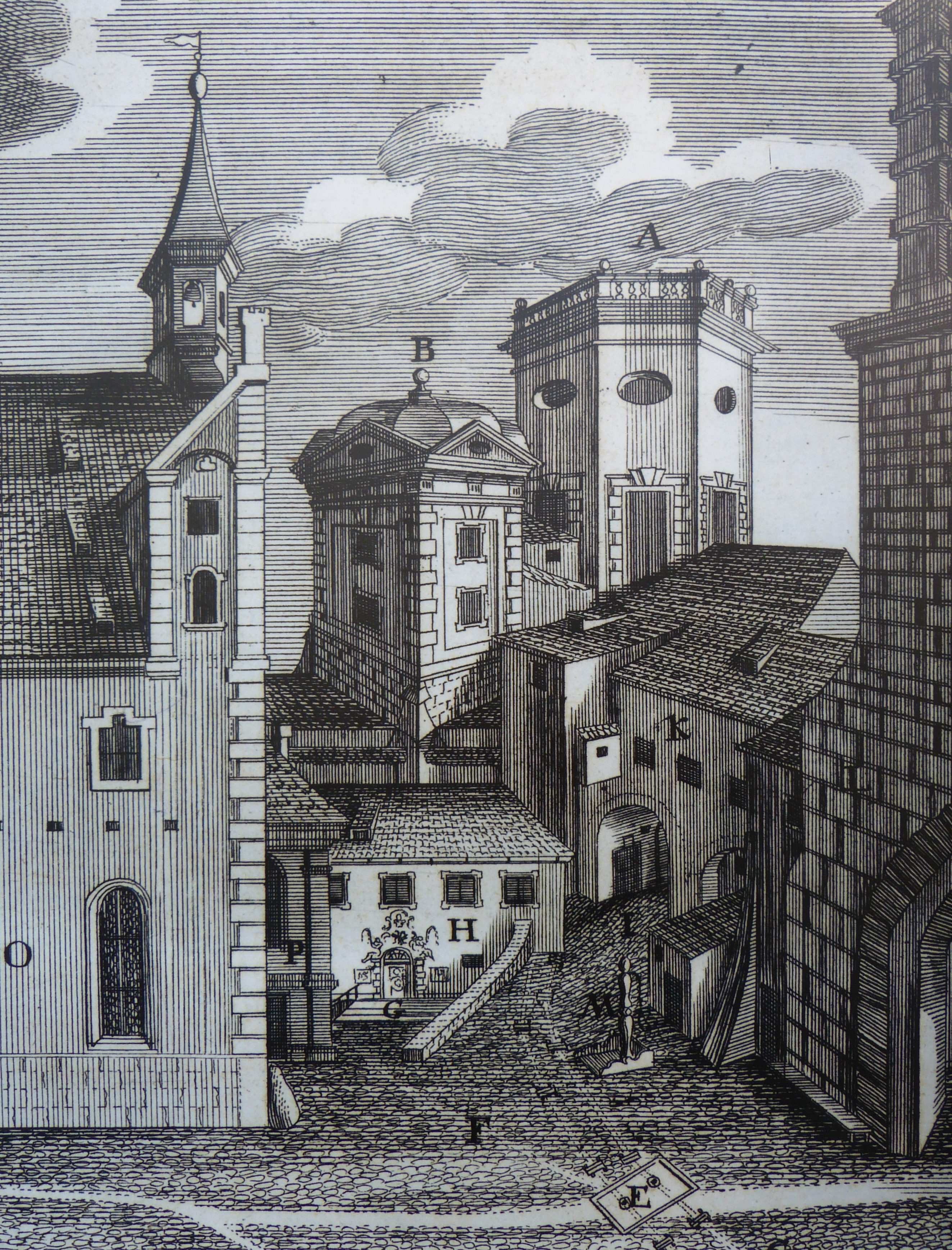
Dieser Kupferstich aus der Zeit um 1760 zeigt mit dem Buchstaben H bezeichnet den Vorgängerbau des oberen Brunnenmeisterhauses.

Das obere Brunnenmeisterhaus in Augsburg, auch das „Haus bei den Fischen“ genannt, diente als die Dienstwohnung der Augsburger Brunnenmeister. Es ist heute ein Teil des unter Denkmalschutz stehenden historischen Wasserwerks am Roten Tor.

## Lage
Das obere Brunnenmeisterhaus befindet sich am Roten Tor. Es ist unmittelbar an den Kleinen Wasserturm angebaut und es besteht auch ein direkter Zugang vom Haus in die Wassertürme. Der Eingang des Hauses ist am Platz „Am Roten Tor“ gelegen, seitlich an der Heilig-Geist-Kapelle. Man betritt das Haus über einen Steg, der über den vom Aquädukt am Roten Tor kommenden und unmittelbar vor dem Haus vorbeifließenden Kanal „Vorderer Lech“ führt.
Das Haus wird das „obere“ Brunnenmeisterhaus in Abgrenzung vom unteren Brunnenmeisterhaus genannt, welches zum gleichen Ensemble gehört, aber als Lagerstätte und Werkstatt, nicht als Wohnung diente.

## Geschichte
Das Haus ist ein zweigeschossiger traufseitiger Mansarddachbau mit einem mittigen Zwerchhaus. Es ist im Kern aus dem 17. Jahrhundert. Seine äußere Erscheinung stammt aus dem 18. Jahrhundert mit klassizistischer Dekoration des 19. Jahrhunderts. Den Eingang flankieren zwei wasserspeiende Delfinfiguren aus Bronze, woher auch der Name „Haus bei den Fischen“ stammt.
Nach zwischenzeitlichem Verfall wurde das Haus von 2005 bis 2010 durch die Stadt Augsburg saniert und beherbergt heute ein Museum über die Technikgeschichte der Wasserversorgung Augsburgs. Im Inneren sind Reste alter Fresken erhalten.
Der bedeutendste Brunnenmeister, der dieses Haus bewohnte, war Caspar Walter. Von ihm sind im Museum Gemälde und ein Original seiner Hydraulica Augustana ausgestellt.

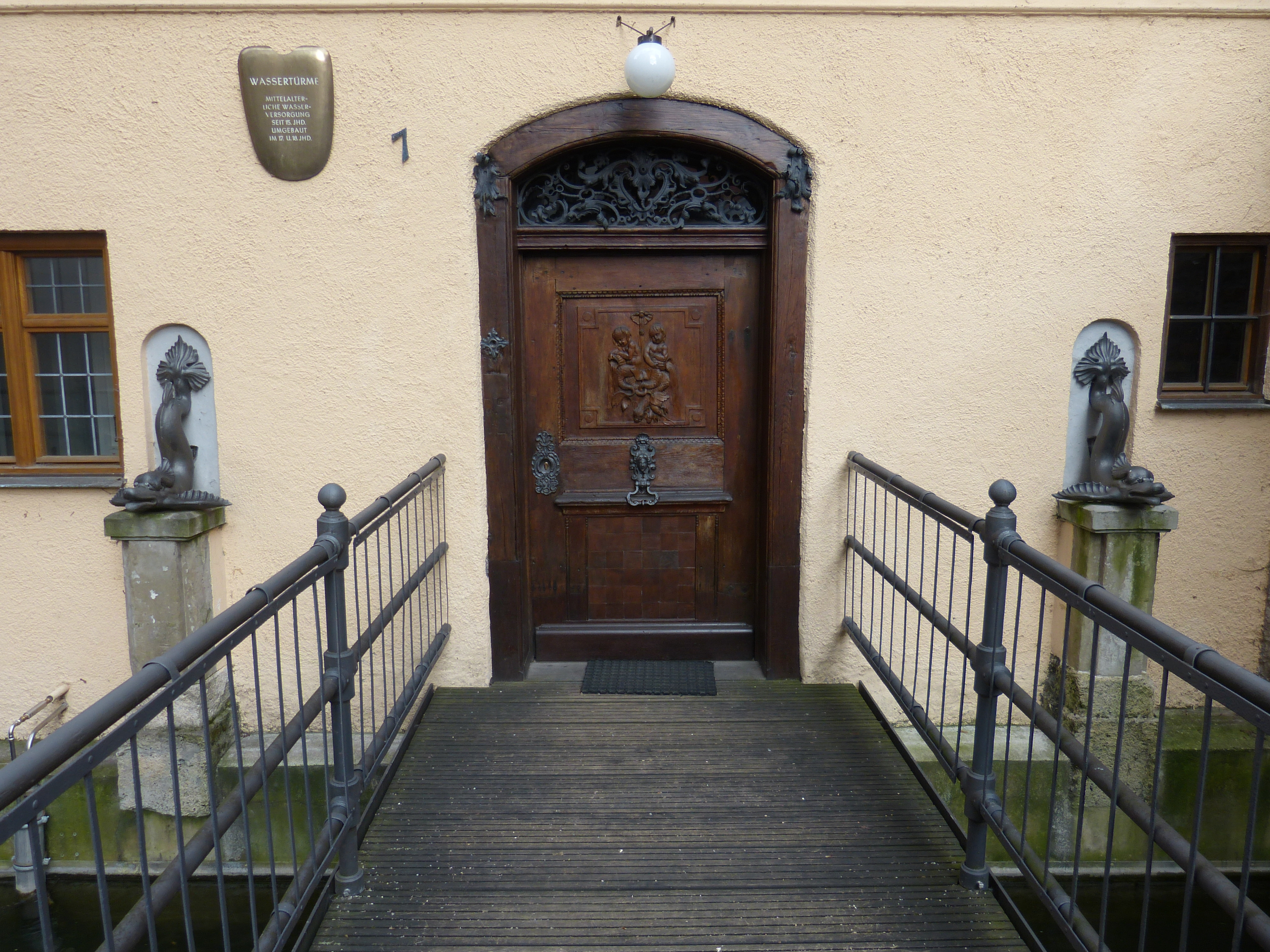
Eingang
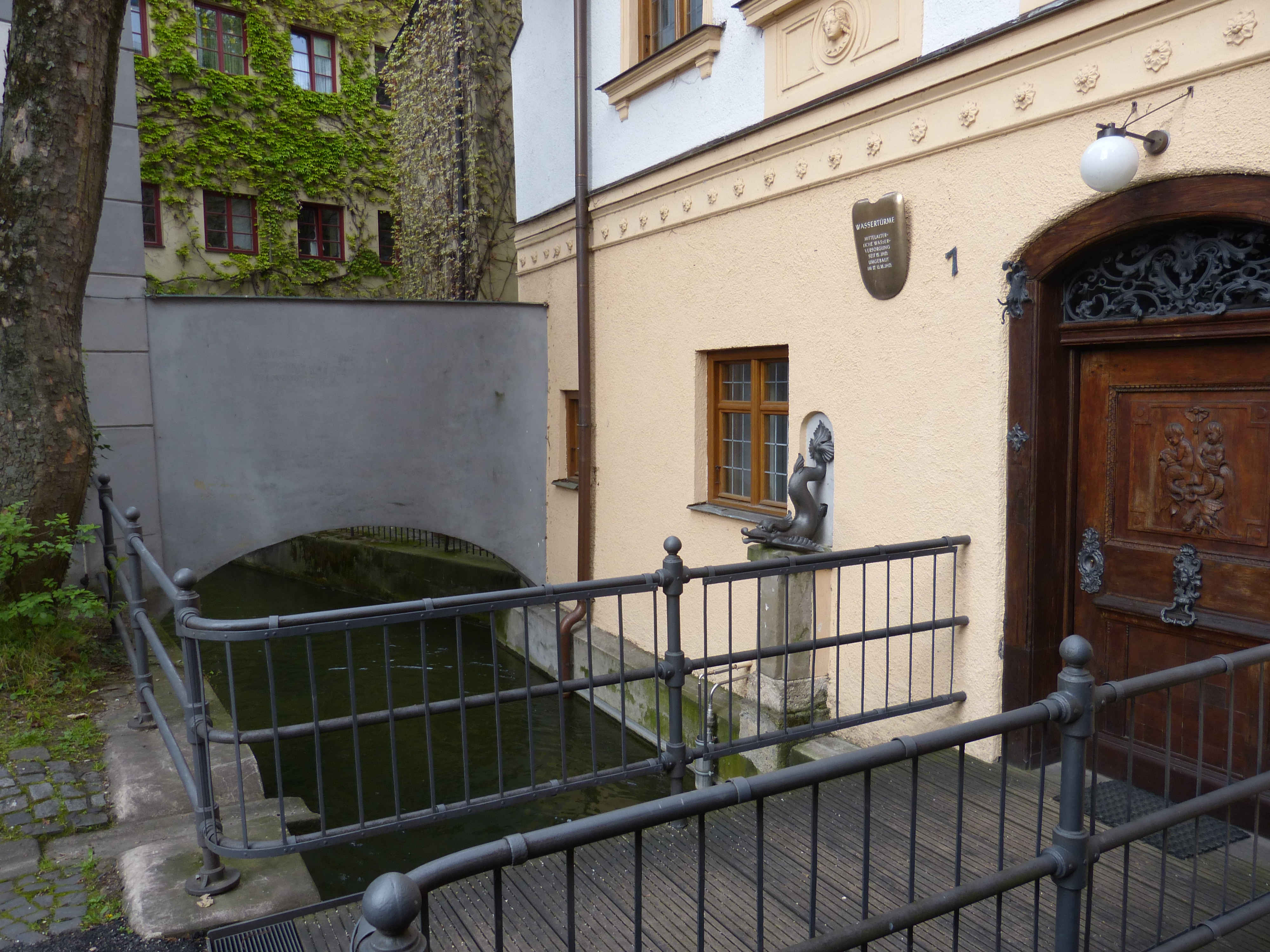
Der Kanal
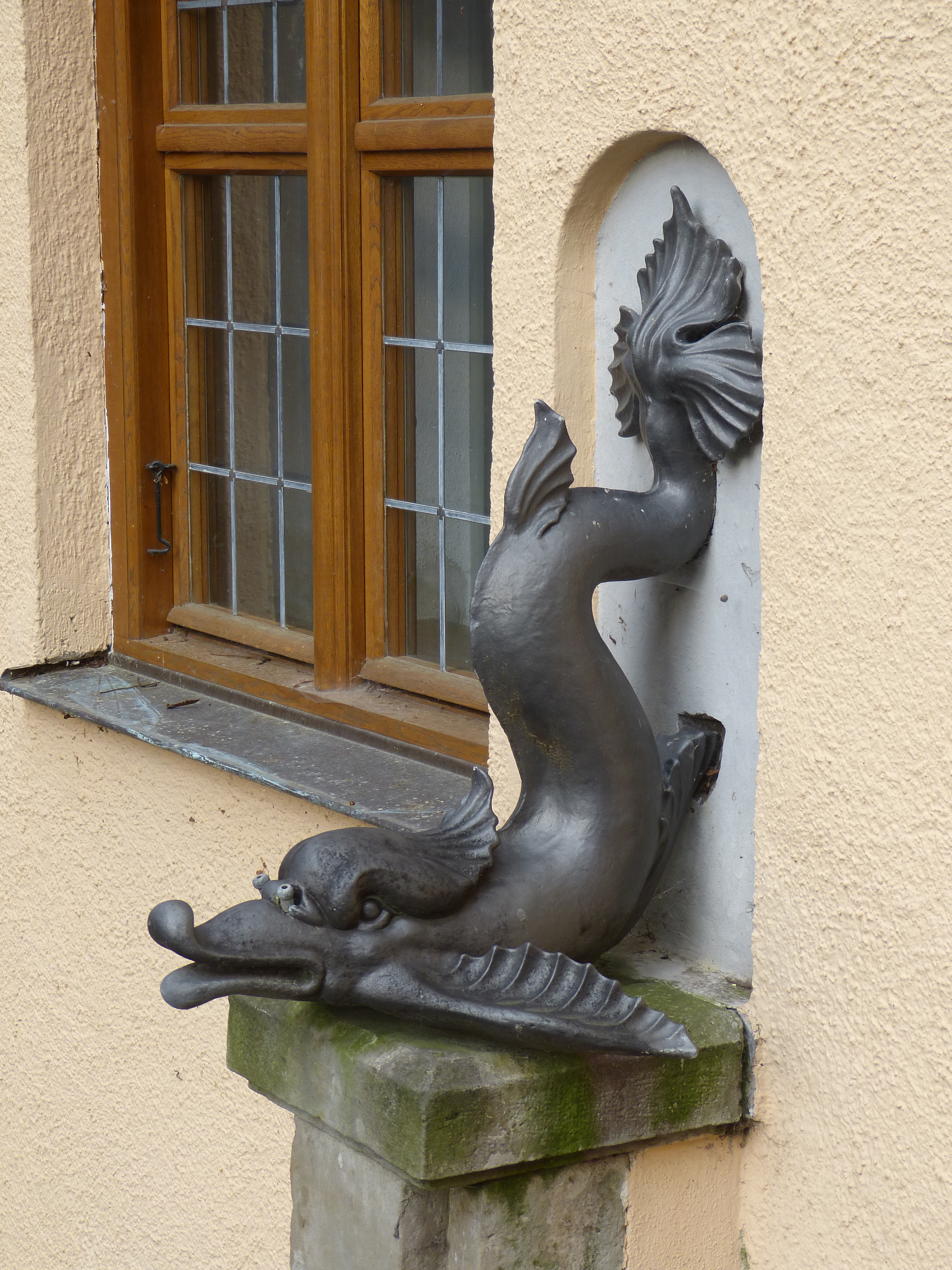
Delfinfigur
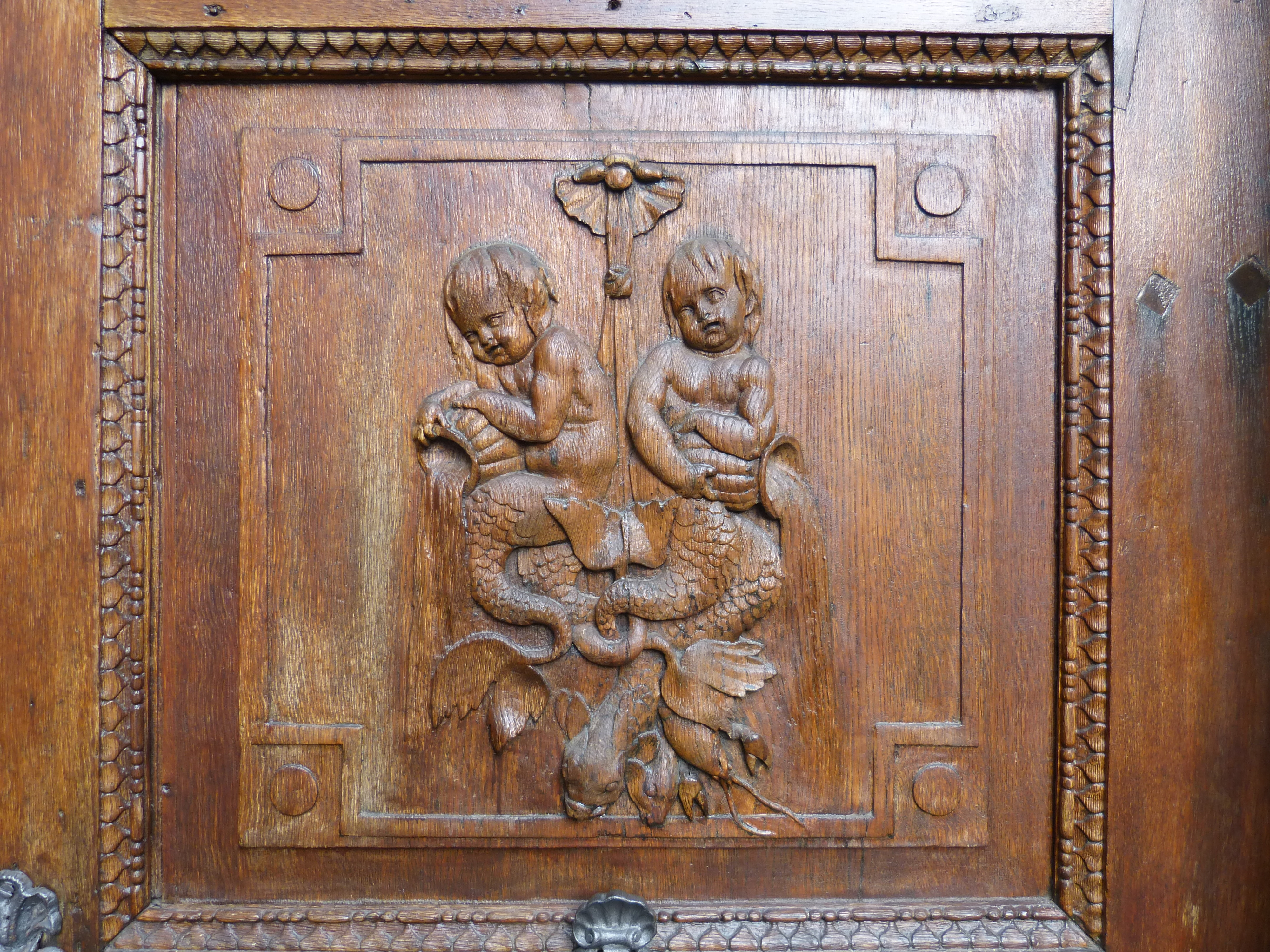
Türmotiv